# Charles Brabin
Charles J. Brabin (Liverpool, 17 aprile 1882 – 3 novembre 1957) è stato un regista, sceneggiatore e attore britannico.

## Biografia
Nato in Inghilterra, andò a lavorare negli USA, a New York, nei primi anni del 1900 iniziando come attore teatrale. Nel 1910, prima come attore, poi come sceneggiatore e regista, lavorò per la Edison Company. 
Nel 1921, si sposò con la star del muto Theda Bara, la prima vamp dello schermo. Fu uno dei matrimoni più longevi di Hollywood, durato fino al 1955, quando l'attrice morì a causa di un tumore.
Brabin svolse la sua carriera soprattutto durante il periodo del muto, mentre fu meno prolifico all'avvento del sonoro. Il suo ultimo film, A Wicked Woman lo girò nel 1934 per la MGM.

## Filmografia

### Regista
- The Awakening of John Bond, co-regia di Oscar Apfel – cortometraggio (1911)
- What Happened to Mary? - serial (1912)
- The Usurer's Grip – cortometraggio (1912)
- Under False Colors – cortometraggio (1912)
- A Soldier's Duty – cortometraggio (1912)
- The Affair at Raynor's – cortometraggio (1912)
- Young Mrs. Eaton – cortometraggio (1912)
- A Baby's Shoe – cortometraggio (1912)
- The Non-Commissioned Officer – cortometraggio (1912)
- Hope, a Red Cross Seal Story – cortometraggio (1912)
- Tim – cortometraggio (1912)
- A Dollar Saved Is a Dollar Earned – cortometraggio (1912)
- His Mother's Hope – cortometraggio (1912)
- Annie Crawls Upstairs – cortometraggio (1912)
- An Unsullied Shield – cortometraggio (1913)
- The Maid of Honor – cortometraggio (1913)
- Leonie – cortometraggio (1913)
- The Mountaineers – cortometraggio (1913)
- The Ambassador's Daughter (1913)
- The Princess and the Man (1913)
- His Enemy (1913)
- The Minister's Temptation
- A Will and a Way (1913)
- Kathleen Mavourneen (1913)
- The Risen Soul of Jim Grant
- A Concerto for the Violin
- Mercy Merrick
- While John Bolt Slept
- The Coast Guard's Sister
- Flood Tide (1913)
- Keepers of the Flock
- Cornwall, the English Riviera
- The Stroke of the Phoebus Eight
- A Daughter of Romany
- The Foreman's Treachery (1913)
- Silas Marner (1913)
- The Stolen Plans (1913)
- A Race to New York (1913)
- The Antique Brooch – cortometraggio (1914)
- The Necklace of Rameses – cortometraggio (1914)
- All for His Sake – cortometraggio (1914)
- The Price of the Necklace – cortometraggio  (1914)
- The Man Who Disappeared - serial (1914)
- The Black Mask – cortometraggio (1914)
- A Hunted Animal – cortometraggio (1914)
- The Double Cross – cortometraggio (1914)
- The Light on the Wall – cortometraggio (1914)
- With His Hands – cortometraggio (1914)
- The Gap – cortometraggio (1914)
- The Man in the Street – cortometraggio (1914)
- Face to Face – cortometraggio (1914)
- A Matter of Minutes – cortometraggio (1914)
- The Living Dead – cortometraggio (1914)
- The President's Special – cortometraggio (1914)
- By the Aid of a Film – cortometraggio (1914)
- The Long Way – cortometraggio (1914)
- The Letter That Never Came Out  – cortometraggio (1914)
- The Midnight Ride of Paul Revere – cortometraggio (1914)
- A Question of Identity – cortometraggio (1914)
- The King's Move in the City – cortometraggio (1914)
- The Best Man – cortometraggio (1914)
- The Birth of Our Saviour – cortometraggio (1914)
- The Premature Compromise – cortometraggio (1914)
- An Invitation and an Attack
- Her Husband's Son
- A Theft in the Dark
- The Stoning (1915)
- The House of the Lost Court
- The Woman Hater (1915)
- Vanity Fair co-regia Eugene Nowland (1915)
- The Raven (1915)
- The Bridesmaid's Secret (1916)
- That Sort (1916)
- The Higher Destiny (1916)
- The Price of Fame (1916)
- The Secret Kingdom, co-regia di Theodore Marston (1916)
- Babette (1917)
- The Sixteenth Wife (1917)
- Mary Jane's Pa, co-regia di William P.S. Earle (1917)
- The Adopted Son (1917)
- Persuasive Peggy (1917)
- Red, White and Blue Blood (1917)
- Breakers Ahead (1918)
- Social Quicksands
- A Pair of Cupids
- His Bonded Wife
- Buchanan's Wife (1918)
- The Poor Rich Man
- Thou Shalt Not (1919)
- Kathleen Mavourneen (1919)
- La Belle Russe (1919)
- While New York Sleeps (1920)
- Blind Wives
- Footfalls
- The Broadway Peacock
- The Lights of New York (1922)
- Driven  (1923)
- Six Days (1923)
- So Big (1924)
- Stella Maris (1925)
- Ben-Hur: A Tale of the Christ
- Mismates  (1926)
- Twinkletoes
- Fiumana di fango (Framed) (1927)
- Hard-Boiled Haggerty
- The Valley of the Giants (1927)
- Burning Daylight (1928)
- The Whip (1928)
- The Bridge of San Luis Rey (1929)
- La crociera del folle (The Ship from Shanghai) (1930)
- Call of the Flesh (1930)
- The Great Meadow (1931)
- Puro sangue (Sporting Blood) (1931)
- Il pericolo pubblico n.1 (The Beast of the City) (1932)
- New Morals for Old (1932)
- The Washington Masquerade (1932)
- La maschera di Fu Manciu (The Mask of Fu-Manchu) (1932)
- Rasputin e l'imperatrice (Rasputin and the Empress), non accreditato, venne sostituito da Richard Boleslawski (1932)
- Il figlio dell'amore (The Secret of Madame Blanche) (1933)
- Figlia d'arte (Stage Mother) (1933)
- Day of Reckoning (1933)
- A Wicked Woman (1934)

### Sceneggiatore
- A Soldier's Duty, regia di Charles Brabin (1912)
- An Unsullied Shield, regia di Charles Brabin (1913)
- Kathleen Mavourneen, regia di Charles Brabin (1913)
- Mercy Merrick, regia di Charles Brabin – cortometraggio (1913)
- Dolly Varden, regia di Richard Ridgely (1913)
- The Pied Piper of Hamelin, regia di George Lessey (1913)
- Silas Marner, regia di Charles Brabin (1913)
- The Stoning, regia di Charles Brabin    (1915)
- The Raven, regia di Charles Brabin (1915)
- The Sort
- The Price of Fame, regia di Charles Brabin (1916)
- Persuasive Peggy, regia di Charles Brabin (1917)
- Breakers Ahead, regia di Charles Brabin (1918)
- Thou Shalt Not, regia di Charles Brabin - storia e sceneggiatura (1919)
- Kathleen Mavourneen, regia di Charles Brabin (1919)
- La Belle Russe, regia di Charles Brabin - sceneggiatura (1919)
- While New York Sleeps, regia di Charles J. Brabin (Charles Brabin) (1920)
- Blind Wives
- Footfalls
- The Lights of New York
- Stella Maris, regia di Charles Brabin - sceneggiatura (1925)
- The Great Meadow
- Puro sangue (Sporting Blood), regia di Charles Brabin (1931)

### Attore
- The Lost Handbag – cortometraggio (1909)
- Love and the Law, regia di Edwin S. Porter – cortometraggio (1910)
- His First Commission, regia di Edwin S. Porter – cortometraggio (1911)
- The Strike at the Mines, regia di Edwin S. Porter – cortometraggio (1911)
- The Woman Hater, regia di Charles Brabin – cortometraggio (1915)
- Musica sulle nuvole (I Married an Angel), regia di W. S. Van Dyke e Roy Del Ruth (1942)